# Westfield (Nueva Jersey)
Westfield es un pueblo ubicado en el condado de Union, en el estado de Nueva Jersey (Estados Unidos).

## Geografía
Westfield se encuentra ubicado en las coordenadas 40°39′6″N 74°20′36″O / 40.65167, -74.34333. Según la Oficina del Censo de los Estados Unidos, en 2010 tenía una superficie total de 17,46 km², de la cual 17,4 (99,64%) correspondían a tierra firme y 0,06 (0,36%) a agua.

## Demografía
Según el censo de 2010, Westfield tenía 30 316 habitantes (14 584 varones y 15 732 mujeres) y una densidad de población de 1735,96 hab/km². 9099 habitantes del total (30,01%) eran menores de 18 años, 17 252 (56,91%) tenían entre 18 y 64, y 3965 (13,08%) eran mayores de 64. La media de edad era de 41 años. Según su raza, el 88,17% de los habitantes eran blancos, el 3,25% negros o afroamericanos, el 0,12% amerindios o nativos de Alaska, el 5,67% asiáticos, el 0,03% nativos de Hawái o de alguna otra isla del Pacífico, y el 0,79% de alguna otra. Además, el 1,97% pertenecían a dos o más razas.
Según la Oficina del Censo en 2007 los ingresos medios por hogar en la localidad eran de $120 978 y los ingresos medios por familia eran de $146 891. Los hombres tenían unos ingresos medios de $82 420 frente a los $45 305 de las mujeres. La renta per cápita de la localidad era de $47 187. Alrededor del 2,7% de la población estaba por debajo del umbral de pobreza.[cita requerida]
| 15 801                                                                        | 18 458 | 21 243 | 31 447 | 33 720 | 30 447 | 28 870 | 29 644 | 30 316 |
| (Fuente: Department of Labor and Workforce Development y American FactFinder) |        |        |        |        |        |        |        |        |